# نیره نور
نیره نور (اردو: نیره نور; ۳ نوامبر ۱۹۵۰ – ۲۰ اوت ۲۰۲۲) خواننده اهل پاکستان بود. وی بین سال‌های ۱۹۷۱ تا ۲۰۱۲ میلادی فعالیت می‌کرد.
وی در طول دوره فعالیت هنری خود با اجرای کنسرت و برنامه‌های تبویزیونی به شهرت رسید. او همچنین موفق به اخذ جایزه نگار شده‌بود.